# Kalwang
Kalwang est une commune autrichienne du district de Leoben en Styrie.

## Histoire
Des mines de cuivre furent ouvertes sur la municipalité au début du Moyen Âge jusqu'en 1867, puis de 1916 à 1928.